# دانيال كلارك (محامي)
دانيال كلارك (بالإنجليزية: Daniel Clark) هو محامي أمريكي، ولد في 1622، وتوفي في 1710.